# Aston Martin 15/98
La 15/98 è un'autovettura prodotta dalla Aston Martin dal 1936 al 1939.

## Il contesto

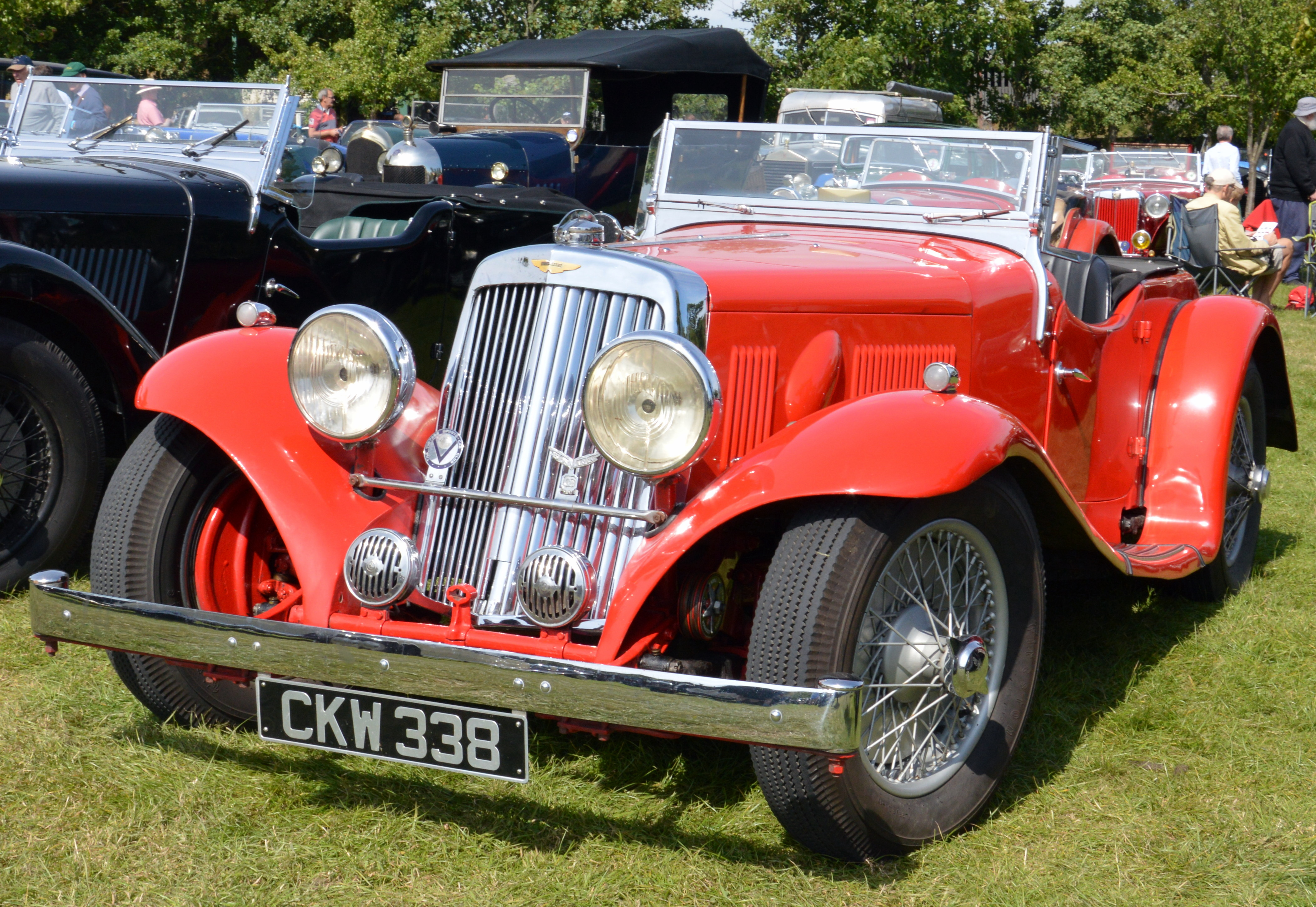
Aston Martin 15/98 Sport

Venne offerta in tre versioni, berlina quattro porte, roadster due porte e cabriolet due porte. Della prima versione ne furono assemblati 50 esemplari, della seconda 24 e della terza 25. Della versione spiccatamente sportiva appartenente alla categoria delle vetture sport, ne vennero invece realizzati altri 50 esemplari.
La vettura avevano installato un motore a quattro cilindri in linea da 2 L di cilindrata che erogava 98 CV di potenza. La potenza fiscale era invece 15 CV, da cui il nome del modello.